# Hugo Siepmann

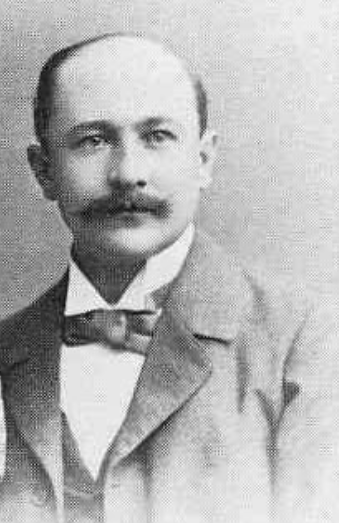
R. Hugo Siepmann

Richard Hugo Siepmann, auch Hugo Siepmann (* 24. Mai 1868 in Hagen; † 4. Oktober 1950 in Warstein), war ein deutscher Industrieller und Mäzen aus der Unternehmerfamilie Siepmann. Er war seit 1911 Teilhaber von Peters & Co (ab 1938 Siepmann-Werke) in Warstein und Belecke. Er war langjähriges Beiratsmitglied und sechs Jahre lang Präsident der Industrie- und Handelskammer Arnsberg (IHK) und ab 1939 deren Ehrenpräsident.

## Biographie

### Herkunft
Richard Hugo Siepmann war der Sohn des Hagener Holzhändlers Heinrich-Wilhelm Siepmann und der Luise (geb. Siepmann). Er wuchs mit sechs Geschwistern ebenda auf. Siepmann absolvierte eine kaufmännische Ausbildung bei J. C. Söding & Hallbach, Stahlwerke in Hagen. Sein Vater war mit der Inhaberfamilie befreundet. 1892 folgte er seinem Bruder Emil Siepmann der dort als Direktor in der Firma Peters & Co tätig war. Der Schwager Louis Peters übernahm 1891 die konkursite Hüsing & Co, konnte aber den Betrieb kapazitätsmäßig nicht alleine führen. Er war zudem Kohlengroßhändler und kein Fabrikant.

### Industrielle Aktivitäten und Mäzenatentum
Siepmann, im Volksmund auch als Schippen-Hugo bezeichnet, betätigte sich mit dem Vertrieb der unveränderten Produkte die vor allem im landwirtschaftlichen Bereich Anwendung fanden. Die Firma wurde mit der Zeit komplett auf Gesenkschmiede umgestellt. 1916 wurde ein neuer Hammer mit einer 85-Tonnen-Schabotte aufgebaut, der zu dieser Zeit schwerste Hammer in einem Produktionsbetrieb in Deutschland. Für seinen Transport ins Siepmannsche Werk mussten alle Brücken zwischen Soest und Warstein verstärkt werden. Die Firma war seit der Jahrhundertwende ein wichtiger Zulieferer für die Fahrrad- und später für die Automobil- und Eisenbahnindustrie. Siepmann war auch als Mäzen tätig. Seine erste öffentliche Spende waren 5 Goldmark (ungefähr €5'000 im Jahr 2024) an das Windhuker Kriegerdenkmal in Deutsch-Südwestafrika. 1921 stifteten die Gebrüder Siepmann 250'000 Mark für den Bau des Kinderheims Warburg auf Norderney. Siepmann hatte zahlreiche Ehrenämter inne und war bis zuletzt im Vorstand der Warsteiner Sparkasse vertreten.

### Privates

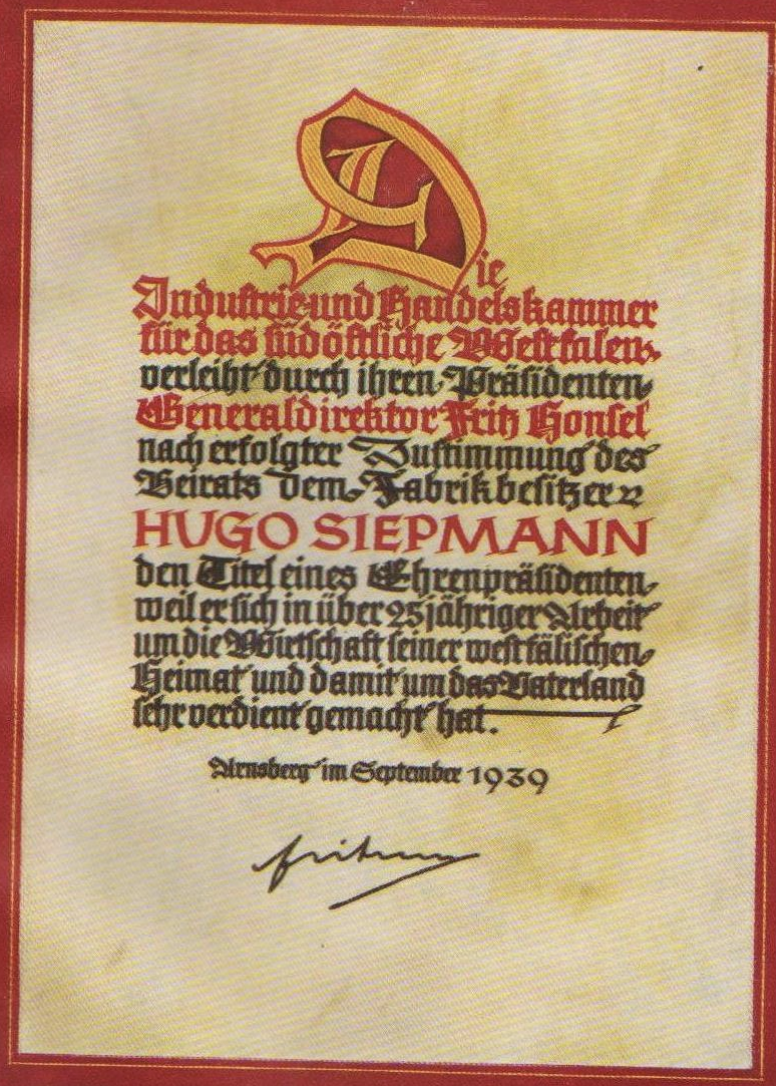
IHK Urkunde zum Ehrenpräsident, 1939

Siepmann ehelichte Luise Emilie Johanna Lämmerhirt (1876–1962), Tochter des Fabrikdirektors Alfred Lämmerhirt (1839–1899). Lämmerhirt gründete 1872 die Maschinenfabrik Brandenburg & Lämmerhirt in Bochum, welche 1881 unter neuen Besitzern zunächst zur Eisenhütte Westfalia AG und schließlich zu Westfalia Dinnendahl Gröppel (WEDAG) wurde. Die Familie lebte bis 1877 in Mülheim an der Ruhr wo Alfred als Direktor der Mülheimer Maschinen-Fabrik und Eisengiesserei (vormals Becker & Jordan) tätig war. Ende 1877 zog die Familie nach Winterthur, Kanton Zürich, Schweiz, wo er eine Stelle als Gerant bei der Winterthurer Gusswarenfabrik (Gebrüder Sulzer) annahm. 1883 zog die Familie nach Warstein, wo er als Generaldirektor für die Aktiengesellschaft der Warsteiner Gruben- und Hüttenwerke bis zu seinem Tode waltete. Dort lernte seine Tochter auch Siepmann kennen. Der Name Lämmerhirt stammt aus Schleusingen (Thüringen) und lässt sich bis ins 17. Jahrhundert zurückverfolgen. Die Familie brachte zahlreiche Politiker, Richter und Anwälte hervor.
Aus der Ehe gingen zwei Söhne und eine Tochter hervor. Louise Emilie Margarethe Siepmann, genannt Grete, heiratete den Fabrikanten und Steinbruchbesitzer Georg Dassel junior aus Allagen. Alfred Siepmann war ab 1922 im väterlichen Unternehmen tätig und war unter anderem Aufsichtsrat des Gerling-Konzerns und der Dresdner Bank AG. Walter Siepmann, Sr. wurde der spätere Haupteigentümer der Siepmann-Werke und prägte die Gesellschaften durch seine zahlreichen weltweiten Patente der technischen Entwicklung.
Siepmann starb 1950 nur vier Wochen vor seinem älteren Bruder. Hugo lebte mit seiner Familie im Wohnhaus Hauptstraße 145 in Warstein, während Emil in der Hauptstraße 143 lebte.